# Serena-Maneesh
Serena-Maneesh est un groupe de shoegazing norvégien, originaire d'Oslo.

## Biographie
Serena-Maneesh est formé en 1999 à Oslo. Souvent comparé à des groupes new-yorkais comme The Velvet Underground, Suicide ou Sonic Youth, le sextet s'éloigne du traditionnel death metal scandinave pour un rock indépendant dans la lignée des My Bloody Valentine.
Son premier album homonyme est publié localement au label HoneyMilk en automne 2005. En France, leur premier album est distribué officiellement par le label indépendant Naïve. Serena-Manesh est enregistré et mixé entre Chicago, New York et Oslo. Fin 2005, Serena-Maneesh fait la première partie des Dandy Warhols durant la tournée européenne, puis début 2006, il fait l'ouverture d'Oasis en Angleterre. En décembre 2005, le label norvégien Hype City sort un LP accompagné de deux morceaux exclusifs, et le distributeur indépendant espagnol Touchme Records publie le format CD. 
En mars 2006, le groupe annonce son transfert au Beggars Group établi en Europe, Amérique du Nord, et en Australie. En juin 2006, le groupe publie l'édition internationale de leur premier album (en CD et LP) via le label Playlouder. En France, son premier album est distribué officiellement par le label indépendant Naïve, et prévu dans l'hexagone pour le 27 juin 2006, en version CD et double vinyle.
Son deuxième album, Serena-Maneesh 2: Abyss in B Minor, est publié en mars 2010 au label indépendant britannique 4AD.

## Membres

### Membres actuels
- Emil Nikolaisen - chant, guitare
- Lina Holmstrøm - chant, piano
- Aadne Meisfjord - programmations

### Anciens membres ou associés
- Hilma Nikolaisen - basse
- Øystein Sandsdalen – guitare
- Eivind Schou - violon
- Sondre Midttun - guitare rythmique
- Tommy Akerholdt - batterie
- Lina « Holmstroem » Wallinder – chant, percussions, orgue
- Sondre Tristan Midttun – guitare
- Håvard Krogedal – orgue, violoncelle
- Anders Møller – percussions
- Einar Lukerstuen – batterie
- Ann Sung-An Lee – chant, percussions, orgue
- Marcus Forsgren – basse (ex- Lionheart Brothers)
- Jennifer P. Fraser – basse (ex- The Warlocks)
- Marco « Storm » Hautakoski – batterie (ex-Selfmindead)

## Discographie

### Albums studio
- 2005 : Serena-Maneesh
- 2010 : Serena-Maneesh 2: Abyss in B Minor

### EP
- 2002 : Fixxations
- 2005 : Zurück: Retrospectives 1999-2003

### Singles
- 2006 : Drain Cosmetics
- 2006 : Sapphire Eyes
- 2010 : Ayisha Abyss